# Kakteen - und Orchideen - Rundschau
Kakteen - und Orchideen - Rundschau (abreviado Kakteen Orch. Rundschau) es una revista con ilustraciones y descripciones botánicas que editada en Alemania desde el año 1975.